# Masaguara
Masaguara (uit het Nahuatl: "Beek van het hert") is een gemeente (gemeentecode 1009) in het departement Intibucá in Honduras.
De eerste bewoners kwamen onder andere uit Tatumbla in Francisco Morazán. Zij stichtten het dorp op een plek die San Antonio heette.
Het dorp ligt in het zuiden van de Vallei van Otoro.

## Bevolking
De bevolking is als volgt verdeeld:
| Vrouwen | 8430 | 50,9% |
| Mannen  | 8136 | 49,1% |

## Dorpen
De gemeente bestaat uit zes dorpen (aldea), waarvan het grootste qua inwoneraantal: Masaguara (code 100901) en Quiraguira (100905).